# Жагуариби (муниципалитет)
Жагуариби (порт. Jaguaribe) — муниципалитет в Бразилии, входит в штат Сеара. Составная часть мезорегиона Жагуариби. Входит в экономико-статистический микрорегион Медиу-Жагуариби. Население составляет 37 032 человека на 2006 год. Занимает площадь 1 876,793 км². Плотность населения — 19,7 чел./км².
Праздник города — 8 ноября.

## История
Город основан 6 мая 1833 года.

## Статистика
- Валовой внутренний продукт на 2003 составляет 77.522.917,00 реалов (данные: Бразильский институт географии и статистики).
- Валовой внутренний продукт на душу населения на 2003 составляет 2.146,86 реалов (данные: Бразильский институт географии и статистики).
- Индекс развития человеческого потенциала на 2000 составляет 0,672 (данные: Программа развития ООН).

## География
Климат местности: полупустыня.